# Kenocymbium deelemanae
Espèce
Kenocymbium deelemanae est une espèce d'araignées aranéomorphes de la famille des Linyphiidae.

## Distribution
Cette espèce se rencontre en Malaisie péninsulaire et en Indonésie à Sumatra.

## Étymologie
Cette espèce est nommée en l'honneur de Christa Laetitia Deeleman-Reinhold.

## Publication originale
- Millidge & Russell-Smith, 1992 : Linyphiidae from rain forests of Southeast Asia. Journal of Natural History, vol. 26, no 6, p. 1367-1404.